# Harmónia (Csinmoj)
Srí Csinmoj vallási vezető szobra Kaivalya Torpy (1936–) Indiában született angol szobrász alkotása. Több példánya áll szerte a világ nagyvárosaiban.

## Története
A szobrászra nagy hatással voltak Csinmoj népszerű tanításai. Többször találkozott a lelki vezetővel, míg 1996-ban kapott engedélyt tőle egy szobor készítésre. Ezután évekig dolgozott a kompozícióm, mert tökéletes művet kívánt létrehozni. Csinmoj halála (2007) után norvég tanítványai megkérték Kaivalyát, hogy öntessen egy teljes méretű szobrot mesterükről.
Az évek munkával elkészült gipszmintát Prágába vitték, és ott öntötték ki az első szobrot, amelyet az oslói kikötőben avattak fel 2008. október 27-én.
Nem sokkal utána elkészült a második példány is. Ezt 2009. október 23-án avatták fel a Kampa szigeten, a Kisoldali rakparton. Ennek adatai szerepelnek leírásunkban.
Azóta számos további példány készült. Áll egy-egy:
- Puerto Ricóban,
- Bali szigetén,
- Nepál,
- Finnországban,
- Ausztráliában,
- Mexikóban és
- 2014 óta Dobogókőn is. Ez bronzhatású műgyantából készült.[1]